# 日本電視台週二連續劇
《日本電視台週二連續劇》（簡稱火十），是日本電視台每逢星期二22:00－22:54（日本時間）播放的電視連續劇時段。該時段早前是有25年歷史的兩小時單元劇劇場，但是近年收視率欠佳，所以電視台於2007年4月將其時段取消，改為一小時的綜藝節目和一小時的連續劇，令取消25年之久的「週二劇場」（火曜劇場）重新復活；但由於收視率仍然不佳，在2009年第一季播出《神之雫》後，該戲劇時段將再次停播，改為播出綜藝節目。

## 作品列表

### 2000年代

#### 2007年
- 4月10日－6月19日：Sexy Voice and Robo
  - 出演：松山研一、大後壽壽花、村川繪梨、岡田義德 等
  - 原作：黑田硫黄 
  - 劇本：木皿泉、山岡真介、

- 7月3日－9月11日：偵探學園Q
  - 出演：神木隆之介、志田未來、山田涼介、若葉克實、要潤、陣內孝則 等
  - 原作：天樹征丸 
  - 劇本：大石哲也、渡邊雄介

- 10月16日－12月18日：有閑俱樂部
  - 出演：赤西仁、橫山裕、田口淳之介、美波、香椎由宇、鈴木惠美 等
  - 原作：一條由香莉 
  - 劇本：江頭美智留、山浦雅大、篠崎繪里子

#### 2008年
- 1月15日－3月11日：貧窮男子
  - 出演：小栗旬、八嶋智人、山田優、三浦春馬、上地雄輔、音尾琢真、中山裕介 等
  - 劇本：山岡真介、山浦雅大

- 4月22日－6月24日：料理仙姬
  - 出演：蒼井優、內博貴、杉本哲太、向井理、鈴木蘭蘭、渡邊一惠、余貴美子、松方弘樹 等
  - 原作：きくち正太 
  - 劇本：大石静、高橋麻紀、

- 7月15日－9月16日：學校學不到的事（又譯為純情男生俏老師）
  - 出演：深田恭子、谷原章介、中村蒼、仲里依紗、前田公輝、夏目鈴、森崎溫 、朝倉亞希、柳澤太介、加藤美月 等
  - 劇本：遊川和彥

- 10月14日－12月9日：Oh!My Girl!!（又譯為A咖童星在我家）
  - 出演：速水茂虎道、加藤羅莎、吉田里琴、友坂理惠、YOU、古田新太、鹿賀丈史 等
  - 劇本：武田有紀、高橋麻紀、涉谷直子

#### 2009年
- 1月13日－3月10日：神之水滴（又譯為神之雫）
  - 出演：龜梨和也、田邊誠一、仲里依紗、戶田菜穗、內田有紀、辰巳琢郎、竹中直人、古谷一行 等
  - 原作：亞樹直 
  - 劇本：渡邊雄介